# Nazionale maschile di pallacanestro di Haiti
La nazionale di pallacanestro di Haiti è la rappresentativa cestistica di Haiti ed è posta sotto l'egida della Federazione cestistica di Haiti.

## Piazzamenti

### Campionati centramericani
- 1975 - 11°
- 1981 - 8°

### Giochi panamericani
- 1971 - 12°

## Formazioni

### Giochi panamericani
Pallacanestro maschile ai VI Giochi panamericaniBenjamin, Benoit, Collée, Debonal, Lathone, Lefranc, Marc, Mehe, Mesamours, Murat, Romulus, Valermin, All. Raymond Magloire